# 1,2-Diphenoxyethan
1,2-Diphenoxyethan ist eine chemische Verbindung aus der Gruppe der Ether.

## Gewinnung und Darstellung
1,2-Diphenoxyethan kann durch der sonochemischen Oxidation von Phenoxyessigsäure und Chlorphenol gewonnen werden.

## Eigenschaften
1,2-Diphenoxyethan ist ein brennbarer, schwer entzündbarer, beiger Feststoff, der praktisch unlöslich in Wasser ist. Er kommt in zwei konformeren Formen vor. Die Verbindung besitzt eine orthorhombische Kristallstruktur mit der Raumgruppe Fdd2 (Raumgruppen-Nr. 43).

## Verwendung
1,2-Diphenoxyethan wird als Zwischenprodukt zur Herstellung von anderen chemischen Verbindungen verwendet. Es wird auch als Sensibilisator für Thermopapier eingesetzt.
Ein bromiertes Derivat, 1,2-Bis(2,4,6-tribromphenoxy)ethan, wird als Flammschutzmittel eingesetzt.